# Aujargues
Aujargues település Franciaországban, Gard megyében. Lakosainak száma 769 fő (2022. január 1.). Aujargues Calvisson, Congénies, Souvignargues és Villevieille községekkel határos.

## Népesség
A település népességének változása:
| Lakosok száma | 232  | 366  | 469  | 778  | 864  | 872  | 846  | 787  | 788  | 769  |
|               | 1968 | 1982 | 1990 | 2006 | 2013 | 2015 | 2017 | 2019 | 2020 | 2022 |